# КФК Равна гора
Краљевски фудбалски клуб Равна гора је српски фудбалски клуб из Барајева. Тренутно се такмичи у Српској лиги Београд.
Једини је фудбалски клуб под покровитељством престолонаследника Александра Карађорђевића.

## Историјат клуба
Формално оснивање клуба десило се у јесен 2020. године. Прва званична седница је одржана 12. новембра 2020. године. Наредни корак било је примање Спортског удружења Равна гора у Фудбалски савез Београда, на седници одржаној 18. децембра 2020. године.
Клуб је првобитно утакмице као домаћин играо на теренима Фудбалског савеза Београда на Ади Циганлији. Почео је да се такмичи у шестом рангу, у Међуопштинској лиги ФСБ у сезони 2021/22. године.
Клуб је јула 2023. године направио фузију са ФК Барајево и од тада се такмичи под именом КФК Равна гора Барајево, а домаћин је на стадиону у Барајеву. Пласирао се у Српску лигу Београд за сезону 2024/25.

## Резултати
| Сезона   | Ранг | Лига                                 | Позиција | ИГ | Д  | Н  | П  | ГД | ГП | ГР  | Бод | Куп                  |
| -------- | ---- | ------------------------------------ | -------- | -- | -- | -- | -- | -- | -- | --- | --- | -------------------- |
| 2021/22. | 6    | Међуопштинска лига Београд — група Б | 1.       | 24 | 22 | 1  | 1  | 79 | 21 | +58 | 67  | Није се квалификовао |
| 2022/23. | 5    | Прва Београдска лига — група А       | 14.      | 26 | 5  | 3  | 18 | 28 | 70 | -42 | 18  | Није се квалификовао |
| 2023/24. | 4    | Београдска зона                      | 2.       | 30 | 20 | 4  | 6  | 69 | 38 | +31 | 64  | Није се квалификовао |
| 2024/25. | 3    | Српска лига Београд                  | 4.       | 26 | 10 | 11 | 5  | 20 | 14 | +6  | 41  | Није се квалификовао |
| 2025/26. | 3    | Српска лига Београд                  | —        | —  | —  | —  | —  | —  | —  | —   | —   | —                    |